# Um Cheon-ho
Um Cheon-ho (25 februari 1992, Seoul) is een Zuid-Koreaanse langebaanschaatser. Hij is vooral gespecialiseerd in het onderdeel massastart

## Records

### Persoonlijke records
| Afstand      | Tijd     | Datum             | Baan       |
| ------------ | -------- | ----------------- | ---------- |
| 500 meter    | 37,22    | 23 januari 2017   | Seoul      |
| 1500 meter   | 1.48,78  | 24 september 2017 | Calgary    |
| 3000 meter   | 3.49,80  | 17 september 2016 | Calgary    |
| 5000 meter   | 6.21,48  | 22 september 2017 | Calgary    |
| 10.000 meter | 13.41,36 | 7 december 2019   | Nur-Sultan |

(laatst bijgewerkt: 30 juni 2020)

## Resultaten
| Jaar | WK Afstanden                  |
| ---- | ----------------------------- |
| 2019 | massastart · 7e achtervolging |
| 2020 | 11e massastart                |
|      |                               |
| 2023 | 21e 1500m                     |